# ウシャス
ウシャス（サンスクリット: उषस्, Uṣas, 英: Ushas）は、インド神話における暁紅（曙）の女神で、夜明けの光を神格化したもの。天空神ディヤウスの娘で、夜の女神ラートリーの妹。太陽神スーリヤの母あるいは恋人といわれる。
『リグ・ヴェーダ』に登場する女神の中では最も多くの讃歌を持ち、独立讃歌は20を数え、ラートリーのほかに、スーリヤ、アグニ、アシュヴィン双神と結びつけられている。美しい女神であるウシャスは、太陽神スーリヤの先駆であり、闇を払い、あらゆる生命を眠りより覚まし、活動を促す。ウシャスは赤い馬もしくは赤い牝牛の牽く車に乗り、後を追うスーリヤが彼女を抱きしめると消滅するが、翌朝には、天則（リタ）に従い、方角を誤らず、再び美しい肌を現すとされる。
後世ではその重要性を失った。